# Casa Museo de los Colarte

## Construcción
La casa-museo empezó a construirse en el siglo XVIII, por un caballero llamado Juan Manuel Colarte y Lila, de ahí el nombre de la casa. La fachada está formada por cuatro ejes y construida en parte por caliza roja procedente del Torcal de Antequera, además de dos columnas y variados decorados.

## Interior de la casa
En el interior de la casa encontramos unas escaleras, elemento muy destacable, situada en el zaguán. Además de ella, la casa presenta una variada colección de cuadros, sobre todo religiosos y algunos de temática costumbrista y mitológica, la mayoría de autores desconocidos. También encontramos bastantes esculturas, desde algunas de ébano, plata y marfil hasta otras religiosas, como las tallas de un Niño Jesús o una María Magdalena del siglo XVIII. Aparte encontramos variados elementos de decoración, como diferentes objetos de cerámica o relojes antiguos. Posee una bóveda de cañón y un sencillo patio con una parte de columnas.